# Legislación sobre la práctica del aborto en el mundo
El estatus legal de la práctica del aborto varía considerablemente entre países y ha cambiado a lo largo del tiempo. Dichas leyes van desde la libre disponibilidad del aborto a solicitud de la mujer, hasta regulaciones y restricciones de varios tipos o su prohibición absoluta bajo cualquier circunstancia.
En países como Argentina, Canadá, Colombia, México, Cuba, Uruguay, los países de la antigua órbita soviética, Asia Oriental y casi la totalidad de Europa (excepto Malta, Polonia, Reino Unido y los micro-Estados), el aborto es legal a solicitud de la mujer o persona con capacidad de gestar durante un determinado período de gestación. Por otro lado, en la mayoría de los países de América Latina, África, Medio Oriente, o el Sudeste Asiático, el aborto es ilegal y está penalizado en alguno de los supuestos. 
En Estados Unidos, la legalidad del aborto está sujeta a la decisión de cada estado; desde el fallo histórico del caso Dobbs contra Jackson Women's Health Organization (2022) el Tribunal ha decidido no apoyar constitucionalmente el derecho al aborto y brindar el poder a cada estado. A partir de éste fallo histórico varios estados decidieron activar las «leyes desencadenantes» o «leyes de activación» y prohibir el aborto.
Asimismo, hay países en donde el aborto no es legal a solicitud, pero sus leyes se encuentran relajadas ante esta práctica, despenalizándola casi bajo cualquier circunstancia; los médicos que realicen abortos casi no son perseguidos, aunque cualquier mujer que quiera abortar necesita aprobación de estos ya que no se encuentra regularizado a solicitud; a saber: Barbados, Finlandia, India, Israel, Japón, Reino Unido, Taiwán y Zambia.
Seis naciones del mundo prohíben el aborto bajo cualquier circunstancia y tipifican penas de cárcel para toda mujer y persona que realice, intente realizar o facilite la realización de un aborto: Andorra, Ciudad del Vaticano, El Salvador, Honduras, Nicaragua y República Dominicana.
La práctica del aborto continúa siendo un tema controvertido en muchas sociedades por motivos religiosos, morales, éticos, prácticos y políticos. Aunque han sido prohibidos y restringidos por ley en muchas jurisdicciones, los abortos continúan siendo comunes en muchas áreas, incluso donde son ilegales. Según la Organización Mundial de la Salud (OMS), las tasas de aborto son similares en países donde el procedimiento es legal y en países donde no lo es, debido a la falta de disponibilidad de anticonceptivos modernos en áreas donde el aborto es ilegal.
Alrededor de 56 millones de abortos se realizan cada año en el mundo, con aproximadamente 45 % hechos de forma insegura. En muchos lugares hay varios debates sobre los problemas morales, éticos y legales del aborto.

## Cronología sobre el aborto por año de legalización
La siguiente tabla enumera en orden cronológico los Estados miembros de la Organización de las Naciones Unidas (ONU) que han legalizado el aborto a solicitud de la mujer o persona con capacidad de gestar en al menos una parte inicial del embarazo o que lo han legalizado completamente.
Notas
Algunos países legalizaron el aborto a solicitud, lo prohibieron y lo volvieron a legalizar (por ejemplo, la antigua Unión Soviética, Rumania, etc.); en esta tabla solo se incluye el año de su segunda legalización.
China fue un caso al revés. Lo liberó totalmente en 1970 pero debido a una profunda crisis demográfica el país anunció en 2021 la prohibición del aborto no realizado por razones médicas.
Los países que resultan de la fusión de estados donde el aborto a solicitud era legal en el momento de la unificación muestran el año en que se legalizó en todo el territorio nacional (por ejemplo, Alemania, Vietnam). Los países se cuentan incluso si aún no eran independientes en ese momento y el año se refiere a cuando la ley o decisión judicial pertinente entró en vigor, que puede ser diferente del año en que se aprobó.
Por otra parte no todas las jurisdicciones subnacionales han legalizado el aborto a solicitud (lo que lleva a la exclusión de, por ejemplo, Reino Unido). En Reino Unido solo es legal a petición de la mujer en Irlanda del Norte.
| Año de legalización | Países | Países por año | Países acumulados |
| ------------------- | --- | -------------- | ----------------- |
| 1950                | Corea del Norte | 1              | 1                 |
| 1953                | Hungría | 1              | 2                 |
| 1955                | ( Armenia Azerbaiyán Bielorrusia Estonia Georgia Kazajistán Kirguistán Letonia Lituania Moldavia Rusia Tayikistán Turkmenistán Ucrania Uzbekistán como parte de la Unión Soviética) | 15             | 17                |
| 1965                | Cuba | 1              | 18                |
| 1973                | Dinamarca Estados Unidos Túnez | 3              | 21                |
| 1974                | Singapur Suecia | 2              | 23                |
| 1975                | Austria Francia Vietnam | 3              | 26                |
| 1977                | ( Bosnia y Herzegovina Croacia Eslovenia Macedonia del Norte Montenegro Serbia como parte de Yugoslavia)                                                                            | 6              | 32                |
| 1978                | Italia Luxemburgo | 2              | 34                |
| 1979                | China Noruega | 2              | 36                |
| 1983                | Turquía | 1              | 37                |
| 1984                | Países Bajos | 1              | 38                |
| 1986                | Cabo Verde ( Eslovaquia República Checa como parte de Checoslovaquia) Grecia | 4              | 42                |
| 1988                | Canadá | 1              | 43                |
| 1989                | Mongolia | 1              | 44                |
| 1990                | Bélgica Bulgaria Rumania | 3              | 47                |
| 1992                | Alemania | 1              | 48                |
| 1995                | Albania Guyana | 2              | 50                |
| 1997                | Camboya Sudáfrica | 2              | 52                |
| 2002                | Nepal Suiza | 2              | 54                |
| 2007                | Portugal | 1              | 55                |
| 2010                | España | 1              | 56                |
| 2012                | Santo Tomé y Príncipe Uruguay | 2              | 58                |
| 2015                | Mozambique | 1              | 59                |
| 2018                | Chipre | 1              | 60                |
| 2019                | Irlanda Islandia | 2              | 62                |
| 2020                | Nueva Zelanda | 1              | 63                |
| 2021                | Argentina Corea del Sur Tailandia | 3              | 66                |
| 2022                | Colombia San Marino | 2              | 68                |
| 2023                | Finlandia México | 2              | 70                |

El aborto es también legal en varias dependencias, siendo Puerto Rico de Estados Unidos, Groenlandia de Dinamarca, y Jersey e Isla de Man de Reino Unido.
| Año de legalización | Dependencias                                     |
| ------------------- | ------------------------------------------------ |
| 1973                | Puerto Rico                                      |
| 1975                | Groenlandia                                      |
| 1997                | Jersey                                           |
| 2019                | Isla de Man Islas Vírgenes de los Estados Unidos |

## Situación legal del aborto en el mundo
| Sí    | Permitido                                    |
| Yes   | Permitido, con legalidad o práctica compleja |
| Maybe | Varía según la subdivisión                   |
| No    | Prohibido, con legalidad o práctica compleja |
| No    | Prohibido                                    |

### Países independientes
La siguiente tabla resume los fundamentos legales para el aborto en todos los Estados miembros y observadores de la Organización de las Naciones Unidas (ONU) y algunos países con reconocimiento limitado. Esta tabla se basa principalmente en datos compilados por la ONU hasta 2019, con algunas actualizaciones, adiciones y aclaraciones que citan otras fuentes.
| País                             | Protección de la vida de la mujer | Protección de la salud física o mental de la mujer | Violación | Defectos del feto | Factores socioeconómicos | A solicitud |
| -------------------------------- | --------------------------------- | -------------------------------------------------- | --------- | ----------------- | ------------------------ | ----------- |
| Abjasia                          | No                                | No                                                 | No        | No                | No                       | No          |
| Afganistán                       | Sí                                | No                                                 | No        | No                | No                       | No          |
| Albania                          | Sí                                | Sí                                                 | Sí        | Sí                | Sí                       | Sí          |
| Alemania                         | Sí                                | Sí                                                 | Sí        | Sí                | Sí                       | Sí          |
| Andorra                          | [ e ]                             | No                                                 | No        | No                | No                       | No          |
| Angola                           | Sí                                | Sí                                                 | Sí        | Sí                | No                       | No          |
| Antigua y Barbuda                | Sí                                | No                                                 | No        | No                | No                       | No          |
| Arabia Saudita                   | Sí                                | Sí                                                 | No        | No                | No                       | No          |
| Argelia                          | Sí                                | Sí                                                 | No        | No                | No                       | No          |
| Argentina                        | Sí                                | Sí                                                 | Sí        | Sí                | Sí                       | Sí          |
| Armenia                          | Sí                                | Sí                                                 | Sí        | Sí                | Sí                       | Sí          |
| Australia                        | Sí                                | Sí                                                 | Sí        | Sí                | Sí                       | Sí          |
| Austria                          | Sí                                | Sí                                                 | Sí        | Sí                | Sí                       | Sí          |
| Azerbaiyán                       | Sí                                | Sí                                                 | Sí        | Sí                | Sí                       | Sí          |
| Bahamas                          | Sí                                | Sí                                                 | No        | No                | No                       | No          |
| Bangladés                        | Sí                                | [ i ]                                              | [ i ]     | [ i ]             | [ i ]                    | [ i ]       |
| Barbados                         | Sí                                | Sí                                                 | Sí        | Sí                | Sí                       | No          |
| Baréin                           | Sí                                | [ j ]                                              | [ j ]     | [ j ]             | [ j ]                    | [ j ]       |
| Bélgica                          | Sí                                | Sí                                                 | Sí        | Sí                | Sí                       | Sí          |
| Belice                           | Sí                                | Sí                                                 | No        | Sí                | Sí                       | No          |
| Benín                            | Sí                                | Sí                                                 | Sí        | Sí                | Sí                       | No          |
| Bielorrusia                      | Sí                                | Sí                                                 | Sí        | Sí                | Sí                       | Sí          |
| Birmania                         | Sí                                | No                                                 | No        | No                | No                       | No          |
| Bolivia                          | Sí                                | Sí                                                 | Sí        | [ k ]             | No                       | No          |
| Bosnia y Herzegovina             | Sí                                | Sí                                                 | Sí        | Sí                | Sí                       | Sí          |
| Botsuana                         | Sí                                | Sí                                                 | Sí        | Sí                | No                       | No          |
| Brasil                           | Sí                                | No                                                 | Sí        | [ l ]             | No                       | No          |
| Brunéi                           | Sí                                | No                                                 | No        | No                | No                       | No          |
| Bulgaria                         | Sí                                | Sí                                                 | Sí        | Sí                | Sí                       | Sí          |
| Burkina Faso                     | Sí                                | Sí                                                 | Sí        | Sí                | No                       | No          |
| Burundi                          | Sí                                | Sí                                                 | No        | No                | No                       | No          |
| Bután                            | Sí                                | Sí                                                 | Sí        | Sí                | No                       | No          |
| Cabo Verde                       | Sí                                | Sí                                                 | Sí        | Sí                | Sí                       | Sí          |
| Camboya                          | Sí                                | Sí                                                 | Sí        | Sí                | Sí                       | Sí          |
| Camerún                          | Sí                                | Sí                                                 | Sí        | No                | No                       | No          |
| Canadá                           | Sí                                | Sí                                                 | Sí        | Sí                | Sí                       | Sí          |
| Catar                            | Sí                                | Sí                                                 | No        | Sí                | No                       | No          |
| Centroafricana, República        | Sí                                | No                                                 | Sí        | Sí                | No                       | No          |
| Chad                             | Sí                                | Sí                                                 | Sí        | Sí                | No                       | No          |
| Checa, República                 | Sí                                | Sí                                                 | Sí        | Sí                | Sí                       | Sí          |
| Chile                            | Sí                                | No                                                 | Sí        | Sí                | No                       | No          |
| China                            | Sí                                | Sí                                                 | No        | Sí                | No                       | No          |
| Chipre                           | Sí                                | Sí                                                 | Sí        | Sí                | Sí                       | Sí          |
| Chipre del Norte                 | Sí                                | Sí                                                 | Sí        | Sí                | Sí                       | Sí          |
| Colombia                         | Sí                                | Sí                                                 | Sí        | Sí                | Sí                       | Sí          |
| Comoras                          | Sí                                | Sí                                                 | No        | No                | No                       | No          |
| Congo, República del             | [ n ]                             | No                                                 | No        | No                | No                       | No          |
| Congo, República Democrática del | [ o ]                             | [ p ]                                              | [ p ]     | [ p ]             | No                       | No          |
| Corea del Norte                  | Sí                                | Sí                                                 | Sí        | Sí                | Sí                       | Sí          |
| Corea del Sur                    | Sí                                | Sí                                                 | Sí        | Sí                | [ q ]                    | [ q ]       |
| Costa de Marfil                  | Sí                                | [ r ]                                              | Sí        | [ r ]             | No                       | No          |
| Costa Rica                       | Sí                                | Sí                                                 | [ s ]     | No                | No                       | No          |
| Croacia                          | Sí                                | Sí                                                 | Sí        | Sí                | Sí                       | Sí          |
| Cuba                             | Sí                                | Sí                                                 | Sí        | Sí                | Sí                       | Sí          |
| Dinamarca                        | Sí                                | Sí                                                 | Sí        | Sí                | Sí                       | Sí          |
| Dominica                         | [ n ]                             | No                                                 | No        | No                | No                       | No          |
| Dominicana, República            | [ t ]                             | No                                                 | No        | No                | No                       | No          |
| Ecuador                          | Sí                                | Sí                                                 | [ u ]     | No                | No                       | No          |
| Egipto                           | Sí                                | Sí                                                 | No        | No                | No                       | No          |
| El Salvador                      | No                                | No                                                 | No        | No                | No                       | No          |
| Emiratos Árabes Unidos           | Sí                                | No                                                 | No        | [ v ]             | No                       | No          |
| Eritrea                          | Sí                                | Sí                                                 | Sí        | No                | No                       | No          |
| Eslovaquia                       | Sí                                | Sí                                                 | Sí        | Sí                | Sí                       | Sí          |
| Eslovenia                        | Sí                                | Sí                                                 | Sí        | Sí                | Sí                       | Sí          |
| España                           | Sí                                | Sí                                                 | Sí        | Sí                | Sí                       | Sí          |
| Estados Unidos [subdivisiones]   | Sí                                | [ w ]                                              | [ w ]     | [ w ]             | [ w ]                    | [ w ]       |
| Alabama                          | Sí                                | Sí                                                 | No        | No                | No                       | No          |
| Alaska                           | Sí                                | Sí                                                 | Sí        | Sí                | Sí                       | Sí          |
| Arizona                          | Sí                                | No                                                 | No        | No                | No                       | No          |
| Arkansas                         | Sí                                | No                                                 | No        | No                | No                       | No          |
| California                       | Sí                                | Sí                                                 | Sí        | Sí                | Sí                       | Sí          |
| Carolina del Norte               | Sí                                | Sí                                                 | Sí        | Sí                | Sí                       | Sí          |
| Carolina del Sur                 | Sí                                | [ x ]                                              | [ x ]     | [ x ]             | [ x ]                    | [ x ]       |
| Colorado                         | Sí                                | Sí                                                 | Sí        | Sí                | Sí                       | Sí          |
| Connecticut                      | Sí                                | Sí                                                 | Sí        | Sí                | Sí                       | Sí          |
| Dakota del Norte                 | Sí                                | [ x ]                                              | Sí        | [ x ]             | [ x ]                    | [ x ]       |
| Dakota del Sur                   | Sí                                | No                                                 | No        | No                | No                       | No          |
| Delaware                         | Sí                                | Sí                                                 | Sí        | Sí                | Sí                       | Sí          |
| Florida                          | Sí                                | Sí                                                 | Sí        | Sí                | Sí                       | Sí          |
| Georgia                          | Sí                                | Sí                                                 | Sí        | Sí                | Sí                       | Sí          |
| Hawái                            | Sí                                | Sí                                                 | Sí        | Sí                | Sí                       | Sí          |
| Idaho                            | Sí                                | [ x ]                                              | Sí        | No                | No                       | No          |
| Illinois                         | Sí                                | Sí                                                 | Sí        | Sí                | Sí                       | Sí          |
| Indiana                          | Sí                                | Sí                                                 | Sí        | Sí                | Sí                       | Sí          |
| Iowa                             | Sí                                | Sí                                                 | Sí        | Sí                | Sí                       | Sí          |
| Kansas                           | Sí                                | Sí                                                 | Sí        | Sí                | Sí                       | Sí          |
| Kentucky                         | Sí                                | Sí                                                 | No        | No                | No                       | No          |
| Luisiana                         | Sí                                | Sí                                                 | No        | No                | No                       | No          |
| Maine                            | Sí                                | Sí                                                 | Sí        | Sí                | Sí                       | Sí          |
| Maryland                         | Sí                                | Sí                                                 | Sí        | Sí                | Sí                       | Sí          |
| Massachusetts                    | Sí                                | Sí                                                 | Sí        | Sí                | Sí                       | Sí          |
| Míchigan                         | Sí                                | [ x ]                                              | [ x ]     | [ x ]             | [ x ]                    | [ x ]       |
| Minnesota                        | Sí                                | Sí                                                 | Sí        | Sí                | Sí                       | Sí          |
| Misisipi                         | Sí                                | No                                                 | Sí        | No                | No                       | No          |
| Misuri                           | Sí                                | Sí                                                 | No        | No                | No                       | No          |
| Montana                          | Sí                                | Sí                                                 | Sí        | Sí                | Sí                       | Sí          |
| Nebraska                         | Sí                                | Sí                                                 | Sí        | Sí                | Sí                       | Sí          |
| Nevada                           | Sí                                | Sí                                                 | Sí        | Sí                | Sí                       | Sí          |
| Nueva Jersey                     | Sí                                | Sí                                                 | Sí        | Sí                | Sí                       | Sí          |
| Nueva York                       | Sí                                | Sí                                                 | Sí        | Sí                | Sí                       | Sí          |
| Nuevo Hampshire                  | Sí                                | Sí                                                 | Sí        | Sí                | Sí                       | Sí          |
| Nuevo México                     | Sí                                | Sí                                                 | Sí        | Sí                | Sí                       | Sí          |
| Ohio                             | Sí                                | Sí                                                 | Sí        | Sí                | Sí                       | Sí          |
| Oklahoma                         | Sí                                | No                                                 | No        | No                | No                       | No          |
| Oregón                           | Sí                                | Sí                                                 | Sí        | Sí                | Sí                       | Sí          |
| Pensilvania                      | Sí                                | Sí                                                 | Sí        | Sí                | Sí                       | Sí          |
| Rhode Island                     | Sí                                | Sí                                                 | Sí        | Sí                | Sí                       | Sí          |
| Tennessee                        | Sí                                | Sí                                                 | No        | No                | No                       | No          |
| Texas                            | Sí                                | No                                                 | No        | No                | No                       | No          |
| Utah                             | Sí                                | Sí                                                 | Sí        | Sí                | [ x ]                    | [ x ]       |
| Vermont                          | Sí                                | Sí                                                 | Sí        | Sí                | Sí                       | Sí          |
| Virginia                         | Sí                                | Sí                                                 | Sí        | Sí                | Sí                       | Sí          |
| Virginia Occidental              | Sí                                | Sí                                                 | Sí        | No                | No                       | No          |
| Washington                       | Sí                                | Sí                                                 | Sí        | Sí                | Sí                       | Sí          |
| Washington D. C.                 | Sí                                | Sí                                                 | Sí        | Sí                | Sí                       | Sí          |
| Wisconsin                        | Sí                                | No                                                 | No        | No                | No                       | No          |
| Wyoming                          | Sí                                | Sí                                                 | Sí        | Sí                | Sí                       | Sí          |
| Estonia                          | Sí                                | Sí                                                 | Sí        | Sí                | Sí                       | Sí          |
| Etiopía                          | Sí                                | Sí                                                 | Sí        | Sí                | No                       | No          |
| Filipinas                        | [ n ]                             | No                                                 | No        | No                | No                       | No          |
| Finlandia                        | Sí                                | Sí                                                 | Sí        | Sí                | Sí                       | No          |
| Fiyi                             | Sí                                | Sí                                                 | Sí        | Sí                | No                       | No          |
| Francia                          | Sí                                | Sí                                                 | Sí        | Sí                | Sí                       | Sí          |
| Gabón                            | [ n ]                             | No                                                 | No        | No                | No                       | No          |
| Gambia                           | Sí                                | Sí                                                 | No        | Sí                | No                       | No          |
| Georgia                          | Sí                                | Sí                                                 | Sí        | Sí                | Sí                       | Sí          |
| Ghana                            | Sí                                | Sí                                                 | Sí        | Sí                | No                       | No          |
| Granada                          | Sí                                | Sí                                                 | No        | No                | No                       | No          |
| Grecia                           | Sí                                | Sí                                                 | Sí        | Sí                | Sí                       | Sí          |
| Guatemala                        | Sí                                | No                                                 | No        | No                | No                       | No          |
| Guinea                           | Sí                                | Sí                                                 | Sí        | Sí                | No                       | No          |
| Guinea-Bisáu                     | [ n ]                             | No                                                 | No        | No                | No                       | No          |
| Guinea Ecuatorial                | Sí                                | Sí                                                 | No        | No                | No                       | No          |
| Guyana                           | Sí                                | Sí                                                 | Sí        | Sí                | Sí                       | Sí          |
| Haití                            | [ n ]                             | No                                                 | No        | No                | No                       | No          |
| Honduras                         | No                                | No                                                 | No        | No                | No                       | No          |
| Hungría                          | Sí                                | Sí                                                 | Sí        | Sí                | Sí                       | No          |
| India                            | Sí                                | Sí                                                 | Sí        | Sí                | Sí                       | No          |
| Indonesia                        | Sí                                | No                                                 | Sí        | Sí                | No                       | No          |
| Irak                             | Sí                                | No                                                 | No        | Sí                | No                       | No          |
| Irán                             | Sí                                | Sí                                                 | [ ab ]    | Sí                | No                       | No          |
| Irlanda                          | Sí                                | Sí                                                 | Sí        | Sí                | Sí                       | Sí          |
| Islandia                         | Sí                                | Sí                                                 | Sí        | Sí                | Sí                       | Sí          |
| Israel                           | Sí                                | Sí                                                 | Sí        | Sí                | [ ac ]                   | No          |
| Italia                           | Sí                                | Sí                                                 | Sí        | Sí                | Sí                       | Sí          |
| Jamaica                          | [ ad ]                            | [ ae ]                                             | No        | No                | No                       | No          |
| Japón                            | Sí                                | Sí                                                 | Sí        | No                | Sí                       | No          |
| Jordania                         | Sí                                | Sí                                                 | No        | No                | No                       | No          |
| Kazajistán                       | Sí                                | Sí                                                 | Sí        | Sí                | Sí                       | Sí          |
| Kenia                            | Sí                                | Sí                                                 | Sí        | No                | No                       | No          |
| Kirguistán                       | Sí                                | Sí                                                 | Sí        | Sí                | Sí                       | Sí          |
| Kiribati                         | Sí                                | No                                                 | No        | No                | No                       | No          |
| Kosovo                           | Sí                                | Sí                                                 | Sí        | Sí                | Sí                       | Sí          |
| Kuwait                           | Sí                                | Sí                                                 | No        | Sí                | No                       | No          |
| Laos                             | [ af ]                            | [ ag ]                                             | [ ag ]    | [ ag ]            | [ ag ]                   | [ ag ]      |
| Lesoto                           | Sí                                | Sí                                                 | Sí        | Sí                | No                       | No          |
| Letonia                          | Sí                                | Sí                                                 | Sí        | Sí                | Sí                       | Sí          |
| Líbano                           | Sí                                | No                                                 | No        | No                | No                       | No          |
| Liberia                          | Sí                                | Sí                                                 | Sí        | Sí                | No                       | No          |
| Libia                            | [ n ]                             | No                                                 | No        | No                | No                       | No          |
| Liechtenstein                    | Sí                                | Sí                                                 | Sí        | No                | No                       | No          |
| Lituania                         | Sí                                | Sí                                                 | Sí        | Sí                | Sí                       | Sí          |
| Luxemburgo                       | Sí                                | Sí                                                 | Sí        | Sí                | Sí                       | Sí          |
| Macedonia del Norte              | Sí                                | Sí                                                 | Sí        | Sí                | Sí                       | Sí          |
| Madagascar                       | [ ah ]                            | No                                                 | No        | No                | No                       | No          |
| Marruecos                        | Sí                                | Sí                                                 | No        | No                | No                       | No          |
| Marshall, Islas                  | [ n ]                             | No                                                 | No        | No                | No                       | No          |
| Mauricio                         | Sí                                | Sí                                                 | Sí        | Sí                | No                       | No          |
| Mauritania                       | [ n ]                             | No                                                 | No        | No                | No                       | No          |
| México [subdivisiones]           | [ ai ]                            | [ aj ]                                             | Sí        | [ aj ]            | [ aj ]                   | [ aj ]      |
| Aguascalientes                   | Sí                                | [ x ]                                              | Sí        | [ x ]             | [ x ]                    | [ x ]       |
| Baja California                  | Sí                                | Sí                                                 | Sí        | Sí                | Sí                       | Sí          |
| Baja California Sur              | Sí                                | Sí                                                 | Sí        | Sí                | Sí                       | Sí          |
| Campeche                         | Sí                                | Sí                                                 | Sí        | Sí                | Sí                       | Sí          |
| Chiapas                          | Sí                                | Sí                                                 | Sí        | Sí                | Sí                       | Sí          |
| Chihuahua                        | Sí                                | Sí                                                 | Sí        | Sí                | Sí                       | Sí          |
| Ciudad de México                 | Sí                                | Sí                                                 | Sí        | Sí                | Sí                       | Sí          |
| Coahuila                         | Sí                                | [ x ]                                              | Sí        | [ x ]             | [ x ]                    | [ x ]       |
| Colima                           | Sí                                | Sí                                                 | Sí        | Sí                | Sí                       | Sí          |
| Durango                          | Sí                                | Sí                                                 | Sí        | Sí                | Sí                       | Sí          |
| Guanajuato                       | Sí                                | Sí                                                 | Sí        | Sí                | Sí                       | Sí          |
| Guerrero                         | Sí                                | Sí                                                 | Sí        | Sí                | Sí                       | Sí          |
| Hidalgo                          | Sí                                | Sí                                                 | Sí        | Sí                | Sí                       | Sí          |
| Jalisco                          | Sí                                | Sí                                                 | Sí        | [ x ]             | [ x ]                    | [ x ]       |
| Estado de México                 | Sí                                | Sí                                                 | Sí        | Sí                | Sí                       | Sí          |
| Michoacán                        | Sí                                | Sí                                                 | Sí        | Sí                | Sí                       | Sí          |
| Morelos                          | Sí                                | Sí                                                 | Sí        | Sí                | Sí                       | Sí          |
| Nayarit                          | Sí                                | Sí                                                 | Sí        | Sí                | Sí                       | Sí          |
| Nuevo León                       | Sí                                | Sí                                                 | Sí        | Sí                | Sí                       | Sí          |
| Oaxaca                           | Sí                                | Sí                                                 | Sí        | Sí                | Sí                       | Sí          |
| Puebla                           | Sí                                | Sí                                                 | Sí        | Sí                | Sí                       | Sí          |
| Querétaro                        | Sí                                | Sí                                                 | Sí        | Sí                | Sí                       | Sí          |
| Quintana Roo                     | Sí                                | Sí                                                 | Sí        | Sí                | Sí                       | Sí          |
| San Luis Potosí                  | Sí                                | Sí                                                 | Sí        | Sí                | Sí                       | Sí          |
| Sinaloa                          | Sí                                | Sí                                                 | Sí        | Sí                | Sí                       | Sí          |
| Sonora                           | Sí                                | Sí                                                 | Sí        | Sí                | Sí                       | Sí          |
| Tabasco                          | Sí                                | Sí                                                 | Sí        | Sí                | Sí                       | Sí          |
| Tamaulipas                       | Sí                                | Sí                                                 | Sí        | Sí                | Sí                       | Sí          |
| Tlaxcala                         | Sí                                | Sí                                                 | Sí        | Sí                | Sí                       | Sí          |
| Veracruz                         | Sí                                | Sí                                                 | Sí        | Sí                | Sí                       | Sí          |
| Yucatán                          | Sí                                | Sí                                                 | Sí        | Sí                | Sí                       | Sí          |
| Zacatecas                        | Sí                                | Sí                                                 | Sí        | Sí                | Sí                       | Sí          |
| Micronesia, Estados Federados de | [ n ]                             | No                                                 | No        | No                | No                       | No          |
| Moldavia                         | Sí                                | Sí                                                 | Sí        | Sí                | Sí                       | Sí          |
| Mónaco                           | Sí                                | Sí                                                 | Sí        | Sí                | No                       | No          |
| Mongolia                         | Sí                                | Sí                                                 | Sí        | Sí                | Sí                       | Sí          |
| Montenegro                       | Sí                                | Sí                                                 | Sí        | Sí                | Sí                       | Sí          |
| Mozambique                       | Sí                                | Sí                                                 | Sí        | Sí                | Sí                       | Sí          |
| Namibia                          | Sí                                | Sí                                                 | Sí        | Sí                | No                       | No          |
| Nauru                            | Sí                                | Sí                                                 | Sí        | Sí                | No                       | No          |
| Nepal                            | Sí                                | Sí                                                 | Sí        | Sí                | Sí                       | Sí          |
| Nicaragua                        | No                                | No                                                 | No        | No                | No                       | No          |
| Níger                            | Sí                                | Sí                                                 | No        | Sí                | No                       | No          |
| Nigeria [subdivisiones]          | Sí                                | [ ak ]                                             | No        | No                | No                       | No          |
| Abia                             | Sí                                | [ x ]                                              | No        | No                | No                       | No          |
| Adamawa                          | Sí                                | No                                                 | No        | No                | No                       | No          |
| Akwa Ibom                        | Sí                                | [ x ]                                              | No        | No                | No                       | No          |
| Anambra                          | Sí                                | [ x ]                                              | No        | No                | No                       | No          |
| Bauchi                           | Sí                                | No                                                 | No        | No                | No                       | No          |
| Bayelsa                          | Sí                                | [ x ]                                              | No        | No                | No                       | No          |
| Benue                            | Sí                                | No                                                 | No        | No                | No                       | No          |
| Borno                            | Sí                                | No                                                 | No        | No                | No                       | No          |
| Cross River                      | Sí                                | [ x ]                                              | No        | No                | No                       | No          |
| Delta                            | Sí                                | [ x ]                                              | No        | No                | No                       | No          |
| Ebonyi                           | Sí                                | [ x ]                                              | No        | No                | No                       | No          |
| Edo                              | Sí                                | [ x ]                                              | No        | No                | No                       | No          |
| Ekiti                            | Sí                                | [ x ]                                              | No        | No                | No                       | No          |
| Enugu                            | Sí                                | [ x ]                                              | No        | No                | No                       | No          |
| Gombe                            | Sí                                | No                                                 | No        | No                | No                       | No          |
| Imo                              | Sí                                | [ x ]                                              | No        | No                | No                       | No          |
| Jigawa                           | Sí                                | No                                                 | No        | No                | No                       | No          |
| Kaduna                           | Sí                                | No                                                 | No        | No                | No                       | No          |
| Kano                             | Sí                                | No                                                 | No        | No                | No                       | No          |
| Katsina                          | Sí                                | No                                                 | No        | No                | No                       | No          |
| Kebbi                            | Sí                                | No                                                 | No        | No                | No                       | No          |
| Kogi                             | Sí                                | No                                                 | No        | No                | No                       | No          |
| Kwara                            | Sí                                | No                                                 | No        | No                | No                       | No          |
| Lagos                            | Sí                                | [ x ]                                              | No        | No                | No                       | No          |
| Nasarawa                         | Sí                                | No                                                 | No        | No                | No                       | No          |
| Níger                            | Sí                                | No                                                 | No        | No                | No                       | No          |
| Ogun                             | Sí                                | [ x ]                                              | No        | No                | No                       | No          |
| Ondo                             | Sí                                | [ x ]                                              | No        | No                | No                       | No          |
| Osun                             | Sí                                | [ x ]                                              | No        | No                | No                       | No          |
| Oyo                              | Sí                                | [ x ]                                              | No        | No                | No                       | No          |
| Plateau                          | Sí                                | No                                                 | No        | No                | No                       | No          |
| Rivers                           | Sí                                | [ x ]                                              | No        | No                | No                       | No          |
| Sokoto                           | Sí                                | No                                                 | No        | No                | No                       | No          |
| Taraba                           | Sí                                | No                                                 | No        | No                | No                       | No          |
| Territorio de la Capital Federal | Sí                                | No                                                 | No        | No                | No                       | No          |
| Yobe                             | Sí                                | No                                                 | No        | No                | No                       | No          |
| Zamfara                          | Sí                                | No                                                 | No        | No                | No                       | No          |
| Noruega                          | Sí                                | Sí                                                 | Sí        | Sí                | Sí                       | Sí          |
| Nueva Zelanda                    | Sí                                | Sí                                                 | Sí        | Sí                | Sí                       | Sí          |
| Omán                             | Sí                                | No                                                 | No        | No                | No                       | No          |
| Países Bajos                     | Sí                                | Sí                                                 | Sí        | Sí                | Sí                       | Sí          |
| Pakistán                         | [ n ]                             | [ n ]                                              | No        | No                | No                       | No          |
| Palaos                           | [ n ]                             | No                                                 | No        | No                | No                       | No          |
| Palestina                        | Sí                                | No                                                 | No        | No                | No                       | No          |
| Panamá                           | Sí                                | No                                                 | Sí        | Sí                | No                       | No          |
| Papúa Nueva Guinea               | Sí                                | Sí                                                 | No        | No                | No                       | No          |
| Paraguay                         | Sí                                | No                                                 | No        | No                | No                       | No          |
| Perú                             | Sí                                | Sí                                                 | No        | No                | No                       | No          |
| Polonia                          | Sí                                | Sí                                                 | Sí        | [ an ]            | [ an ]                   | No          |
| Portugal                         | Sí                                | Sí                                                 | Sí        | Sí                | Sí                       | Sí          |
| Reino Unido [subdivisiones]      | Sí                                | Sí                                                 | [ ao ]    | Sí                | Sí                       | [ ap ]      |
| Inglaterra                       | Sí                                | Sí                                                 | [ ao ]    | Sí                | Sí                       | No          |
| Irlanda del Norte                | Sí                                | Sí                                                 | Sí        | Sí                | Sí                       | Sí          |
| Escocia                          | Sí                                | Sí                                                 | [ ao ]    | Sí                | Sí                       | No          |
| Gales                            | Sí                                | Sí                                                 | [ ao ]    | Sí                | Sí                       | No          |
| Ruanda                           | Sí                                | Sí                                                 | Sí        | Sí                | No                       | No          |
| Rumania                          | Sí                                | Sí                                                 | Sí        | Sí                | Sí                       | Sí          |
| Rusia                            | Sí                                | Sí                                                 | Sí        | Sí                | Sí                       | Sí          |
| Salomón, Islas                   | Sí                                | No                                                 | No        | No                | No                       | No          |
| Samoa                            | Sí                                | Sí                                                 | No        | No                | No                       | No          |
| San Cristóbal y Nieves           | [ x ]                             | [ x ]                                              | No        | No                | No                       | No          |
| San Marino                       | [ n ]                             | Sí                                                 | Sí        | Sí                | Sí                       | Sí          |
| San Vicente y las Granadinas     | Sí                                | Sí                                                 | Sí        | Sí                | [ aq ]                   | No          |
| Santa Lucía                      | Sí                                | Sí                                                 | Sí        | No                | No                       | No          |
| Santo Tomé y Príncipe            | Sí                                | Sí                                                 | Sí        | Sí                | Sí                       | Sí          |
| Senegal                          | Sí                                | No                                                 | No        | No                | No                       | No          |
| Serbia                           | Sí                                | Sí                                                 | Sí        | Sí                | Sí                       | Sí          |
| Seychelles                       | Sí                                | Sí                                                 | Sí        | Sí                | No                       | No          |
| Sierra Leona                     | Sí                                | Sí                                                 | No        | No                | No                       | No          |
| Singapur                         | Sí                                | Sí                                                 | Sí        | Sí                | Sí                       | Sí          |
| Siria                            | Sí                                | No                                                 | No        | No                | No                       | No          |
| Somalia                          | [ n ]                             | No                                                 | No        | No                | No                       | No          |
| Sri Lanka                        | Sí                                | No                                                 | No        | No                | No                       | No          |
| Suazilandia                      | Sí                                | Sí                                                 | Sí        | Sí                | No                       | No          |
| Sudáfrica                        | Sí                                | Sí                                                 | Sí        | Sí                | Sí                       | Sí          |
| Sudán                            | Sí                                | No                                                 | Sí        | No                | No                       | No          |
| Sudán del Sur                    | Sí                                | No                                                 | No        | No                | No                       | No          |
| Suecia                           | Sí                                | Sí                                                 | Sí        | Sí                | Sí                       | Sí          |
| Suiza                            | Sí                                | Sí                                                 | Sí        | Sí                | Sí                       | Sí          |
| Surinam                          | [ n ]                             | No                                                 | No        | No                | No                       | No          |
| Tailandia                        | Sí                                | Sí                                                 | Sí        | Sí                | Sí                       | Sí          |
| Taiwán                           | Sí                                | Sí                                                 | Sí        | Sí                | Sí                       | No          |
| Tanzania                         | Sí                                | Sí                                                 | Sí        | Sí                | No                       | No          |
| Tayikistán                       | Sí                                | Sí                                                 | Sí        | Sí                | Sí                       | Sí          |
| Timor Oriental                   | Sí                                | No                                                 | No        | No                | No                       | No          |
| Togo                             | Sí                                | Sí                                                 | Sí        | Sí                | No                       | No          |
| Tonga                            | [ n ]                             | No                                                 | No        | No                | No                       | No          |
| Trinidad y Tobago                | [ n ]                             | [ n ]                                              | No        | No                | No                       | No          |
| Túnez                            | Sí                                | Sí                                                 | Sí        | Sí                | Sí                       | Sí          |
| Turkmenistán                     | Sí                                | Sí                                                 | Sí        | Sí                | Sí                       | Sí          |
| Turquía                          | Sí                                | Sí                                                 | Sí        | Sí                | Sí                       | Sí          |
| Tuvalu                           | Sí                                | No                                                 | No        | No                | No                       | No          |
| Ucrania                          | Sí                                | Sí                                                 | Sí        | Sí                | Sí                       | Sí          |
| Uganda                           | Sí                                | Sí                                                 | Sí        | Sí                | No                       | No          |
| Uruguay                          | Sí                                | Sí                                                 | Sí        | Sí                | Sí                       | Sí          |
| Uzbekistán                       | Sí                                | Sí                                                 | Sí        | Sí                | Sí                       | Sí          |
| Vanuatu                          | Sí                                | Sí                                                 | No        | No                | No                       | No          |
| Vaticano, Ciudad del             | [ as ]                            | No                                                 | No        | No                | No                       | No          |
| Venezuela                        | Sí                                | No                                                 | No        | No                | No                       | No          |
| Vietnam                          | Sí                                | Sí                                                 | Sí        | Sí                | Sí                       | Sí          |
| Yemen                            | Sí                                | No                                                 | No        | No                | No                       | No          |
| Yibuti                           | Sí                                | [ at ]                                             | No        | No                | No                       | No          |
| Zambia                           | Sí                                | Sí                                                 | Sí        | Sí                | [ au ]                   | No          |
| Zimbabue                         | Sí                                | Sí                                                 | Sí        | Sí                | No                       | No          |

### Jurisdicciones autónomas
La siguiente tabla resume los fundamentos legales para el aborto en las jurisdicciones autónomas no incluidas en la tabla anterior.
| País                                      | Protección de la vida de la mujer | Protección de la salud física o mental de la mujer | Violación | Defectos del feto | Factores socioeconómicos | A solicitud |
| ----------------------------------------- | --------------------------------- | -------------------------------------------------- | --------- | ----------------- | ------------------------ | ----------- |
| Acrotiri y Dhekelia                       | Sí                                | Sí                                                 | No        | Sí                | Sí                       | No          |
| Anguila                                   | Sí                                | Sí                                                 | No        | Sí                | No                       | No          |
| Aruba                                     | [ av ]                            | No                                                 | No        | No                | No                       | No          |
| Bermudas                                  | Sí                                | Sí                                                 | Sí        | Sí                | No                       | No          |
| Curazao                                   | [ aw ]                            | [ ax ]                                             | [ ax ]    | [ ax ]            | [ ax ]                   | [ ax ]      |
| Gibraltar                                 | Sí                                | Sí                                                 | [ ay ]    | Sí                | [ az ]                   | No          |
| Groenlandia                               | Sí                                | Sí                                                 | Sí        | Sí                | Sí                       | Sí          |
| Guam                                      | Sí                                | [ ba ]                                             | [ ba ]    | [ ba ]            | [ ba ]                   | [ ba ]      |
| Guernsey [subdivisiones]                  | [ bb ]                            | [ bb ]                                             | No        | [ bc ]            | [ bc ]                   | No          |
| Alderney                                  | [ bd ]                            | [ bd ]                                             | No        | No                | No                       | No          |
| Guernsey                                  | Sí                                | Sí                                                 | No        | Sí                | Sí                       | No          |
| Sark                                      | [ bd ]                            | [ bd ]                                             | No        | No                | No                       | No          |
| Hong Kong                                 | Sí                                | Sí                                                 | [ be ]    | Sí                | No                       | No          |
| Isla de Man                               | Sí                                | Sí                                                 | Sí        | Sí                | Sí                       | Sí          |
| Islas Caimán                              | Sí                                | No                                                 | No        | No                | No                       | No          |
| Islas Cook                                | Sí                                | Sí                                                 | No        | No                | No                       | No          |
| Islas Feroe                               | Sí                                | Sí                                                 | Sí        | Sí                | No                       | No          |
| Islas Malvinas                            | Sí                                | Sí                                                 | No        | Sí                | Sí                       | No          |
| Islas Marianas del Norte                  | [ bf ]                            | [ bf ]                                             | [ bf ]    | [ bf ]            | [ bf ]                   | [ bf ]      |
| Islas Pitcairn                            | Sí                                | Sí                                                 | No        | Sí                | Sí                       | No          |
| Islas Turcas y Caicos                     | [ bd ]                            | [ bd ]                                             | No        | No                | No                       | No          |
| Islas Vírgenes Británicas                 | Sí                                | Sí                                                 | No        | Sí                | No                       | No          |
| Islas Vírgenes de los Estados Unidos      | Sí                                | Sí                                                 | Sí        | Sí                | Sí                       | Sí          |
| Jersey                                    | Sí                                | Sí                                                 | Sí        | Sí                | Sí                       | Sí          |
| Macao                                     | Sí                                | Sí                                                 | Sí        | Sí                | No                       | No          |
| Montserrat                                | Sí                                | Sí                                                 | No        | Sí                | No                       | No          |
| Niue                                      | Sí                                | Sí                                                 | No        | No                | No                       | No          |
| Puerto Rico                               | Sí                                | Sí                                                 | [ bh ]    | [ bh ]            | [ bh ]                   | [ bh ]      |
| Samoa Americana                           | Sí                                | Sí                                                 | No        | No                | No                       | No          |
| San Martín                                | [ bi ]                            | [ bj ]                                             | [ bj ]    | [ bj ]            | [ bj ]                   | [ bj ]      |
| Santa Elena, Ascensión y Tristán de Acuña | Sí                                | Sí                                                 | No        | Sí                | Sí                       | No          |
| Tokelau                                   | [ bl ]                            | [ bl ]                                             | No        | No                | No                       | No          |

## Tratados sobre derechos humanos
Expertos de la ONU y agencias piden la plena realización de los derechos sexuales y reproductivos, e incluido el acceso a un aborto legal y seguro. La Convención sobre la Eliminación de Todas las Formas de Discriminación contra la Mujer (CETFDCM) dijo en una declaración de 2014:

El aborto inseguro es una de las principales causas de mortalidad y morbilidad maternas. Como tal, los Estados partes deberían legalizar el aborto al menos en casos de violación, incesto, amenazas a la vida y/o salud de la madre o discapacidad fetal grave, así como proporcionar a las mujeres acceso a atención de calidad después del aborto, especialmente en casos de complicaciones resultantes de abortos inseguros. Los Estados partes también deben eliminar las medidas punitivas para las mujeres que se someten al aborto.

Ha hecho recomendaciones similares a muchos gobiernos cuando revisa su cumplimiento del tratado. Las recomendaciones formuladas en estas "observaciones finales" suelen exigir a los gobiernos que legalicen el aborto en las circunstancias mencionadas anteriormente, despenalicen en todos los casos y garanticen el acceso.
El Comité de los Derechos del Niño instó a los gobiernos a despenalizar el aborto en todas las circunstancias y eliminar las barreras de acceso.
El Comité de Derechos Humanos de la ONU, el Comité de Derechos Económicos, Sociales y Culturales, y el Comité contra la Tortura también han pedido que se eliminen las penas por aborto y que se adopten medidas para garantizar su acceso legal y seguro.
El borrador del comentario general del Comité de Derechos Humanos (CDH) sobre el Pacto de Derechos Civiles y Políticos de 1996 reza:

Los Estados partes deben proporcionar acceso seguro al aborto para proteger la vida y la salud de las mujeres embarazadas, y en situaciones en las que llevar un embarazo a término causaría dolor o sufrimiento sustancial a la mujer, especialmente cuando el embarazo es el resultado de una violación o incesto o cuando el feto sufre un deterioro fatal.

Cuando el Comité sobre los Derechos de las Personas con Discapacidad (CDPD) presentó sus preocupaciones, dijo que el CDH debería eliminar las palabras "sobre todo cuando el embarazo es el resultado de una violación o incesto o cuando el feto sufre un impedimento fatal." No discutió el resto del pasaje.
La Corte Interamericana de Derechos Humanos (CIDH), el máximo tribunal que interpreta la Convención, definió que la legalización del aborto no la contradice. La abogada venezolana Luz Patricia Mejía, relatora de la Comisión Interamericana de Derechos Humanos, afirma que dicho tratado no es contrario al aborto, sino que "cuando la Convención dice que el derecho a la vida estará protegido a partir del momento de la concepción, se aclara que es 'en general'. Esto se hizo así para que los estados que en el momento de la sanción de la Convención tenían el aborto legalizado pudieran formar parte de la misma".
En el año 2012, la CIDH zanjó las diferencias interpretativas en el fallo del caso "Artavia Murillo y otros ("fecundación in vitro") vs. Costa Rica", en el cual interpreta el artículo 4 de la Convención Americana sobre Derechos Humanos. En el párrafo 185, se afirma que "hay concepciones que ven en los óvulos fecundados una vida humana plena. [...] Estas concepciones no pueden justificar que se otorgue prevalencia a cierto tipo de literatura científica al momento de interpretar el alcance del derecho a la vida consagrado en la Convención Americana sobre Derechos Humanos, pues ello implicaría imponer un tipo de creencias específicas a otras personas que no las comparten". Asimismo, en el párrafo 263, señala que "la Corte concluye que el objeto y fin de la cláusula 'en general' del artículo 4.1 de la Convención es la de permitir, según corresponda, un adecuado balance entre derechos e intereses en conflicto. En el caso que ocupa la atención de la Corte, basta señalar que dicho objeto y fin implica que no pueda alegarse la protección absoluta del embrión anulando otros derechos". En el siguiente párrafo indica que "es posible concluir de las palabras 'en general' que la protección del derecho a la vida con arreglo a dicha disposición no es absoluta, sino es gradual e incremental según su desarrollo, debido a que no constituye un deber absoluto e incondicional, sino que implica entender la procedencia de excepciones a la regla general."
En relación con este fallo, las juristas Aída Kemelmajer de Carlucci, Marisa Herrera y Eleonora Lamm han señalado la importancia de la decisión de la Corte Interamericana en el debate regional por la legalización del aborto: "Puede pensarse, entonces, que la máxima instancia judicial en la región ha dado luz verde para legalizar la interrupción del embarazo en América en un abanico mucho más amplio de casos." La Comisión Interamericana de Derechos Humanos (CIDH) se pronunció a favor la aprobación de la ley de despenalización del aborto en tres causales en Chile, por ende su postura no es en contra del aborto. Así mismo, la CIDH no considera al embrión humano como persona.